# مارتین دی. هاردین
مارتین دی. هاردین (به انگلیسی: Martin D. Hardin) سناتور سابق عضو حزب فدرالیست (آمریکا) بود. وی در سال ۱۸۱۶ تا ۱۸۱۷ میلادی سناتور ایالت کنتاکی در سنای ایالات متحده آمریکا بود.